# Лудвиг I (Брауншвайг-Люнебург)
Лудвиг I (на немски: Ludwig von Braunschweig-Lüneburg; * пр. 1349, † 5 ноември 1367) e херцог на Брауншвайг-Люнебург от род Велфи.

## Живот
Син е на Магнус I (* 1304; † 1369), херцог на Брауншвайг-Волфенбютел, и на София фон Бранденбург (1300 – 1356), дъщеря на маркграф Хайнрих I от Бранденбург и Ландсберг (1256 – 1319) от род Аскани, и на Агнес Баварска (1276 – 1340), дъщеря на баварския херцог Лудвиг II Строги и Матилда Хабсбургска и сестра на император Лудвиг Баварски. Той е по-малък брат на Магнус II.
Лудвиг I се сгодява на 23 юни 1355 г. и се жени през 1359 г. за братовчедката си Матилда († сл. 16 май 1410), дъщеря на Вилхелм II от Брауншвайг-Люнебург княз на Люнебург. Лудвиг I трябва да наследи тъста си Вилхелм II.
Лудвиг I умира през 1367 г. и е наследен от брат му Магнус II. На 25 юни 1368 вдовицата му се омъжва за Ото I от Холщайн-Шаумбург († 1404).